# Комплекс превосходства
Комплекс превосходства — защитный механизм психики, при котором появляется ощущение собственного превосходства, вызванное скрытым чувством неполноценности.
Термин впервые употребил австрийский психолог Альфред Адлер. Комплекс превосходства тесно связан с комплексом неполноценности и является его обратной стороной.

## Проявление комплекса превосходства
При наличии комплекса превосходства люди зачастую стремятся к обретению власти над окружающими, принижают опасных для себя людей и верят в свою особую силу. Они проявляют следующие черты характера: враждебность по отношению к окружающим, нетерпимость, самоуверенность, хвастливость, зависть, злорадство, жадность, подозрительность. Они стремятся подстроить ситуацию так, чтобы выглядеть превзошедшими всех. Для них «внешний блеск» гораздо важнее, чем настоящие успехи и победы. Однако, даже добившись реальной победы над кем-то, они не ощущают удовлетворения.
Характерным для них также является стремление избежать реальной проверки своих сил с более сильными соперниками. Во взаимодействиях с другими людьми они выступают манипуляторами, отыскивая внешние причины, оправдывающие их поведение (например, «Я слишком тревожный человек, поэтому мне нужно много внимания и заботы»).